# Alexandra Manley, Bá tước xứ Frederiksborg
Alexandra Manley, Nữ Bá tước của Frederiksborg (nhũ danh Alexandra Christina Manley hay còn gọi là Văn Nhã Lệ, sinh ngày 30 tháng 6 năm 1964) là vợ cũ của Vương tử Joachim – con trai thứ của Nữ vương Margrethe II của Đan Mạch.
Mang trong mình nhiều dòng máu, bà sống ở Hồng Kông cho đến khi gặp Hoàng tử Joachim năm 1994. Họ kết hôn với nhau vào năm 1995 vào có hai người con trai là Hoàng tử Nikolai (sinh năm 1999) và Hoàng tử Felix (sinh năm 2002). Tuy nhiên, vào năm 2005, cặp đôi này tuyên bố ly hôn. Sau đó, bà tái hôn với một nhiếp ảnh gia và định cư tại Đan Mạch.

## Thiếu thời
Alexandra Manley sinh ngày 30 tháng 6 năm 1964 tại Hồng Kông, là con gái lớn trong một gia đình có 3 chị em. Cha của bà là Richard Nigel Manley, sinh ngày 11 tháng 8 năm 1924 tại Thượng Hải, Trung Quốc; mất ngày 12 tháng 1 năm 2010, an táng ngày 10 tháng 2 năm 2010 tại Nghĩa trang Liesing, Viên, Áo. Bà có cha là người Anh và mẹ là người Hoa. Bà từng là giám đốc của một công ty bảo hiểm. Mẹ của Alexandra là Christa Maria Manley (nhũ danh Nowotny, sinh năm 1933 tại Áo) cũng mang trong mình hai dòng máu Cộng hoà Séc và Áo. Bà là quản lý của một công ty truyền thông.
Bà được rửa tội tại Thánh đường Thánh John ở Hồng Kông.
Bà lần lượt theo học tại các trường ở Hồng Kông, như Trường tiểu học Quarry Bay (1969–1971), Trường tiểu học Glenealy (1971–1974) và Trường Island (1974–1982).
Sau khi tốt nghiệp trung học, bà theo học ngành kinh doanh quốc tế tại nhiều trường đại học ở Áo, Nhật Bản và Vương quốc Liên hiệp Anh và Bắc Ireland. Từ năm 1990 đến 1995, bà trở thành nhân viên của Công ty TNHH Quản lý GT (châu Á) ở Hồng Kông. Năm 1990–1993, bà chuyển sang làm việc tại bộ phận Sales và Marketing của công ty. Từ năm 1993, bà được bổ nhiệm làm Phó phòng Sales và Marketing.

## Cuộc hôn nhân thứ nhất
Alexandra gặp Vương tử Joachim của Đan Mạch trong một bữa tiệc tại Hồng Kông, khi ông này đến đây để làm việc cho một công ty vận chuyển Đan Mạch. Sau khi cùng nhau trải qua nhiều sóng gió, cuối năm 1994, trong một lần đi nghỉ lễ ở Philippines, Vương tử Joachim đã quỳ gối và cầu hôn Alexandra bằng một chiếc nhẫn đính kim cương và ruby. Việc Hoàng tử Joachim và Alexandra đính hôn đã được công bố vào tháng 5 năm 1995 trước sự bất ngờ của cả hai bên gia đình.
Lễ cưới của họ được tổ chức vào ngày 18 tháng 11 năm 1995 tại Nhà nguyện thuộc Lâu đài Frederiksborg ở Hillerød, dưới sự chủ trì của Chủ giáo riêng của Nữ vương Margrethe II. Tiệc ăn mừng được tổ chức tại Cung điện Fredensborg. Tại lễ cưới, cô dâu xuất hiện với chiếc váy cưới của nhà thiết kế Jørgen Bender cùng chiếc vương miện Alexandrine Drop Tiara – quà cưới của Vương hậu Alexandrine tặng cho Nữ vương Margrethe II.
Để kết hôn với Vương tử Joachim, Alexandra phải từ bỏ quốc tịch Anh và công việc marketing hiện tại. Bên cạnh đó, bà cũng phải chuyển tôn giáo của mình từ Anh giáo sang Giáo hội Đan Mạch.
Bà và Vương tử Joachim có với nhau hai người con trai:
- Vương tôn Nikolai William Alexander Frederik (sinh ngày 28 tháng 8 năm 1999)
- Vương tôn Felix Henrik Valdemar Christian (sinh ngày 22 tháng 7 năm 2002)

### Cuộc sống của một Vương tử phi
Sau khi kết hôn với Vương tử Joachim, Alexandra dần trở nên gần gũi hơn với người dân Đan Mạch. Với khiếu thẩm mỹ và các công việc từ thiện, bà được mọi người ví như Vương phi Diana của Đan Mạch. Mang trong mình nhiều dòng máu, bà có thể nói lưu loát tiếng Anh và tiếng Đức. Cũng nhờ việc thông thạo tiếng Đức đã giúp bà rất nhiều trong việc học tiếng Đan Mạch. Chỉ trong vòng vài năm, bà đã có thể nói gần như thông thạo tiếng Đan Mạch. Điều này khiến cho các thần dân Đan Mạch càng yêu quý bà hơn. Trong một buổi phỏng vấn, bà đã từng nói rằng, "Tôi thấy rằng ngữ pháp không quá phức tạp, nhưng việc phát âm lại khá khó vì chúng ta thường hay nuốt chữ khi nói. Việc này làm tôi nhớ lại những âm tắc thanh hầu trong tiếng Đức... Chỉ cần lên giọng hoặc xuống giọng một từ cũng khiến cho ngữ nghĩa của nó bị thay đổi". Bà giải thích, "Tôi đã quyết định là phải học cho được ngôn ngữ này. Sẽ rất tệ hại nếu như trong một buổi lễ hoặc khi cảm ơn người khác, tôi lại đứng đó và nói tiếng Anh. Điều đó hoàn toàn không thể chấp nhận được. Đây là nhà của tôi, và tôi không có sự lựa chọn nào khác". Tuy nhiên, mặc dù được sinh ra và lớn lên của Hồng Kông nhưng bà lại không biết nói tiếng Phổ thông và tiếng Quảng Đông.
Kể cả sau khi ly hôn, Alexandra vẫn tiếp tục hỗ trợ cho các tổ chức từ thiện, như Hội Chữ thập đỏ Nhi đồng, Hội người mù Đan Mạch, UNICEF và tổ chức Mother Help ủng hộ cho những người mẹ đơn thân. Bên cạnh đó, bà còn là đại sứ thiện chí đại diện cho UNICEF đến Thái Lan thăm hỏi những bệnh nhân mắc HIV/AIDS.

### Ly hôn
Giữa năm 2004, một tin đồn được lan truyền khắp Đan Mạch và các nước láng giềng như Thụy Điển và Na Uy, rằng cuộc hôn nhân của Vương tử Joachim đang dần trở nên xấu đi. Ngày 16 tháng 9 năm 2004, Alexandra và Vương tử Joachim chính thức tuyên bố ly thân và đang chuẩn bị các thủ tục cần thiết để ly hôn. Đây là cuộc ly hôn đầu tiên kể từ năm 1846 của Hoàng gia Đan Mạch. Nhiều phóng viên đã vào cuộc để tìm hiểu nguyên nhân tan vỡ giữa hai người. Quốc hội Đan Mạch đã quyết định sẽ giáng Alexandra làm thường dân nếu như bà tái hôn trong tương lai. Tiền trợ cấp của Alexandra mỗi năm sẽ là 330.000 đô la Mỹ, được tính từ ngày 1 tháng 10 năm 2004. Cũng chính số tiền này đã khiến cho Vương thất Đan Mạch gần như khuynh gia bại sản. Cặp đôi chính thức hoàn tất hồ sơ ly hôn vào ngày 8 tháng 4 năm 2005.

## Cuộc hôn nhân thứ hai
Giữa năm 2005, nhiều phóng viên đã ghi lại được hình ảnh Alexandra đang tay trong tay với nhiếp ảnh gia nhỏ hơn bà 14 tuổi Martin Jørgensen (sinh ngày 2 tháng 3 năm 1978 ở Valby). Ông này là con trai của Jacob Jørgensen – nhà sản xuất phim của hãng JJ Film nổi tiếng ở Đan Mạch với hàng chục bộ phim tài liệu có sự góp mặt của các thành viên Vương thất Đan Mạch.
Alexandra kết hôn với Martin Jørgensen vào ngày 3 tháng 3 năm 2007 tại Nhà thờ Øster Egede gần Faxe, Đan Mạch.
Năm 2007, bà trở thành thành viên của ban quản trị công ty dược phẩm đa quốc gia Ferring Pharmaceuticals.

## Tước hiệu

Ký hiệu hoàng gia của Alexandra khi còn là "Vương tức Đan Mạch"

Alexandra được ban danh hiệu là "Royal Highness" cùng với tước vị "Vương tức Đan Mạch" khi kết hôn với Vương tử Joachim. Sau khi ly hôn, danh hiệu của bà bị xoá bỏ; tuy nhiên, tước hiệu của bà vẫn được giữ nguyên. Thay vào đó, bà được ban cho danh hiệu thấp hơn là "Highness". Ngày 16 tháng 4 năm 2005, nhân dịp sinh nhật của mình, Nữ vương Margrethe II đã ban cho Alexandra tước hiệu cá nhân "Grevinde af Frederiksborg" (Nữ Bá tước của Frederiksborg). Do "Nữ Bá tước của Frederiksborg" là một tước hiệu hạng 1 nên danh hiệu của Alexandra sẽ được đổi thành "Exellency". Bên cạnh đó, vì đây là một tước hiệu cá nhân (không được truyền lại cho các con của bà) nên tước hiệu này sẽ không bị tước bỏ kể cả khi bà tái hôn vào tháng 3 năm 2007. Tuy nhiên, sau khi tái hôn, bà sẽ bị mất đi tước hiệu "Vương tức Đan Mạch".
- 18 tháng 11 năm 1995 – 8 tháng 4 năm 2005: Her Royal Highness Công nương Alexandra của Đan Mạch
- 8 tháng 4 năm 2005 – 16 tháng 4 năm 2005: Her Highness Công nương Alexandra của Đan Mạch
- 16 tháng 4 năm 2005 – 3 tháng 3 năm 2007: Her Excellency Công nương Alexandra của Đan Mạch, Nữ Bá tước của Frederiksborg
- 3 tháng 3 năm 2007 – nay: Her Excellency Nữ Bá tước của Frederiksborg